# Innes Ireland
Robert McGregor Innes Ireland (Mytholmroyd, Yorkshire, Inglaterra, Reino Unido, 12 de junio de 1930-Reading, Berkshire, Inglaterra, Reino Unido, 22 de octubre de 1993), más conocido como Innes Ireland, fue un piloto de Fórmula 1 británico. Debutó en el Gran Premio de Alemania de 1959 para el equipo Lotus. Además, escribió una autobiografía, All Arms and Elbows.
Murió el 22 de octubre de 1993 debido a un cáncer.

## Resultados

### Fórmula 1
(Clave) (negrita indica pole position) (cursiva indica vuelta rápida)
| Año  | Escudería                  | 1       | 2       | 3       | 4       | 5       | 6       | 7       | 8       | 9       | 10      | Pos. | Puntos |
| ---- | -------------------------- | ------- | ------- | ------- | ------- | ------- | ------- | ------- | ------- | ------- | ------- | ---- | ------ |
| 1959 | Team Lotus                 | MON     | 500     | NED 4   | FRA Ret | GBR     | GER Ret | POR Ret | ITA Ret | USA 5   |         | 14º  | 5      |
| 1960 | Team Lotus                 | ARG 6   | MON 9   | 500     | NED 2   | BEL Ret | FRA 7   | GBR 3   | POR 6   | ITA     | USA 2   | 4º   | 18     |
| 1961 | Team Lotus                 | MON DNS | NED     | BEL Ret | FRA 4   | GBR 10  | GER Ret | ITA Ret | USA 1   |         |         | 6º   | 12     |
| 1962 | UDT-Laystall Racing Team   | NED Ret | MON Ret | BEL Ret | FRA Ret | GBR 16  | GER     | ITA Ret | USA 8   | RSA 5   |         | 16º  | 2      |
| 1963 | British Racing Partnership | MON Ret | BEL Ret | NED 4   | FRA 9   | GBR Ret | GER Ret | ITA 4   | USA     | MEX     | RSA     | 9º   | 6      |
| 1964 | British Racing Partnership | MON DNS | NED     | BEL 10  | FRA Ret | GBR 10  | GER     | AUT 5   | ITA 5   | USA Ret | MEX 12  | 14º  | 4      |
| 1965 | Reg Parnell Racing         | RSA     | MON     | BEL 13  | FRA Ret | GBR Ret | NED 10  | GER     | ITA 9   | USA Ret | MEX DNS | NC   | 0      |
| 1966 | Bernard White Racing       | MON     | BEL     | FRA     | GBR     | NED     | GER     | ITA     | USA Ret | MEX Ret |         | NC   | 0      |